# Giuliana Werro
Giuliana Werro (* 19. April 1999) ist eine Schweizer Skilangläuferin.

## Werdegang
Werro, die für den Sarsura Zernez startet, nahm von 2014 bis 2019 an U18- und U20-Rennen im Alpencup teil, wobei sie in der Saison 2018/19 den achten Platz in der U20-Gesamtwertung errang. Bei den Olympischen Jugend-Winterspielen 2016 in Lillehammer belegte sie jeweils den 27. Platz im Cross und im Sprint sowie den 20. Rang über 5 km Freistil. In den folgenden Jahren kam sie bei den Junioren-Skiweltmeisterschaften 2017 in Soldier Hollow auf den 35. Platz über 5 km Freistil, auf den 27. Rang im Skiathlon sowie auf den achten Platz mit der Staffel, bei den Junioren-Skiweltmeisterschaften 2018 in Goms auf den 40. Platz über 5 km klassisch, auf den 22. Rang im Skiathlon sowie auf den neunten Platz mit der Staffel und bei den Junioren-Skiweltmeisterschaften 2019 in Lahti auf den 38. Platz über 5 km Freistil, auf den 16. Rang im 15-km-Massenstartrennen sowie auf den achten Platz mit der Staffel. Zudem wurde sie im Jahr 2018 Schweizer Meisterin mit der Staffel. 
In der Saison 2019/20 startete Werro in Pokljuka erstmals im Alpencup, wobei sie den 49. Platz im Sprint sowie den 35. Platz über 10 km Freistil errang und lief bei den U23-Weltmeisterschaften 2020 in Oberwiesenthal auf den 48. Platz über 10 km klassisch. Im Dezember 2020 absolvierte sie in Davos ihr erstes Rennen im Skilanglauf-Weltcup und kam dabei auf den 44. Platz über 10 km Freistil. Bei den U23-Weltmeisterschaften 2022 in Lygna belegte sie den 58. Platz im Sprint und den 15. Rang über 10 km klassisch. In der Saison 2022/23 holte sie in Davos mit dem 42. Platz über 20 km Freistil ihre ersten Weltcuppunkte und gewann im März 2023 den Engadin Skimarathon. Nach Platz neun im Sprint im Ulrichen beim ersten Rennen im Alpencup zu Beginn der Saison 2023/24, erreichte sie dort mit dem zweiten Platz über 10 km klassisch ihre erste Podestplatzierung in dieser Rennserie. Im weiteren Saisonverlauf errang sie fünf Top-Zehn-Platzierungen im Alpencup, darunter Platz drei über 20 km klassisch in St. Ulrich am Pillersee und belegte damit abschliessend den achten Platz in der Gesamtwertung. Zudem kam sie beim Weltcup in Davos mit dem 29. Platz in der Verfolgung erneut in die Punkteränge und siegte bei den Schweizer Meisterschaften 2024 in Klosters über 10 km klassisch sowie in der Verfolgung. Beim Engadin Skimarathon 2024 wurde sie Zweite.